# 5881 Акаші
5881 Акаші (1992 SR12, 1968 UN2, 1978 WQ6, 1982 PK, 1987 RE3, 1987 SR22, 5881 Akashi) — астероїд головного поясу, відкритий 27 вересня 1992 року.
Тіссеранів параметр щодо Юпітера — 3,299.